# Ginásio Poliesportivo de Cajazeiras
O Ginásio Poliesportivo de Cajazeiras é um ginásio poliesportivo em Salvador, município capital do estado brasileiro da Bahia. Inaugurado em 2014 e localizado na populosa região de Cajazeiras, possui capacidade para mais de duas mil pessoas assistirem a jogos de vôlei, basquete, futsal e handebol. Mas também são realizados eventos de jiu-jítsu e judô. Recebe tanto eventos esportivos profissionais (sobretudo aos fins de semana), como também atividades escolares e comunitárias (nos dias úteis). É administrado pela Superintendência dos Desportos do Estado da Bahia (SUDESB) e faz parte da rede pública estadual baiana de esportes. Outros equipamentos do gênero em Salvador são privados, quais sejam: os ginásios da Associação Atlética da Bahia (AAB) e da Associação Desportiva e Cultural COELBA (Adelba).
A instalação esportiva ocupa área de quase 12 mil metros quadrados, dos quais 3,2 mil são de área construída. Tem estrutura metálica em formato de arco e cobertura feita de telhas termo-acústicas. O campo de futebol society possui as dimensões de 40 metros por 30 metros, enquanto a quadra possui dimensões oficiais, de 45 por 65 metros. As instalações do ginásio ainda incluem 28 leitos para alojamento, parque infantil, cabines para transmissão (seis para rádio e duas para televisão), três vestiários (dois para cada equipe e um para a arbitragem), duas cantinas, dois placares eletrônicos, sanitários públicos e estacionamento para carros, bicicletas e ônibus, ambos acessíveis.

## História
Após o acidente na arquibancada do Estádio Octávio Mangabeira em 2007 e a ideia de demolição do Ginásio de Esportes Antônio Balbino e da piscina olímpica para reconstrução como Arena Fonte Nova em adequação à Copa do Mundo FIFA de 2014, o Governo da Bahia lançou o projeto de ginásio em Cajazeiras em 17 de outubro de 2008. Suas obras foram iniciadas em 2010 para suprir as demandas dos esportes coletivos (que não o futebol) no estado e ficaram paralisadas por certo tempo por recomendação da Justiça. O governo estadual baiano, por meio da Secretaria do Trabalho, Emprego, Renda e Esporte (Setre), da SUDESB e da Superintendência de Construções Administrativas da Bahia (SUCAB), levaram a cabo as obras do ginásio. A cerimônia de inauguração ocorreu em 25 de novembro de 2014 com presença do governador baiano Jaques Wagner.
Entre 2015 e 2018, serviu de mando de campo do Universo/Vitória, equipe de basquete estreante da temporada 2015–16 do Novo Basquete Brasil (NBB), a mais importante liga desse esporte no Brasil. Posteriormente, o basquete masculino do Esporte Clube Vitória disputou a Liga Ouro de 2025, divisão de acesso ao NBB.
Diante de problemas de alagamento após chuvas principalmente, o governo estadual abriu licitação em maio de 2025 para a reforma do ginásio, incluindo seu sistema de drenagem.